# Købstadslanddistrikt
Et købstadslanddistrikt (tidligere stavning købstadlanddistrikt) var i Danmark før kommunalreformen i 1970 i statistisk og geografisk henseende, for sogne som både omfattede områder i og udenfor en købstad, en betegnelse for den del af sognet som lå uden for købstadens grænser.
Styreforholdene varierede meget mellem de forskellige købstadslanddistrikter. Som regel havde de fattigvæsen fælles med købstaden, og nogle gange også fælles skolevæsen. Men oftest var vejvæsen og skatteligning ligesom hegn- og vandsyn selvstændige enheder i købstadslanddistrikterne. Nogle gange udgjorde et købstadslanddistrikt sin egen sognekommune. I disse tilfælde kaldtes distriktet normalt et landsogn. Distriktet kunne også indlemmes i købstadskommunen. Det statistiske Bureau lavede i 1851 en oversigt over de forskelligartede forhold i danske købstadslanddistrikter på det tidspunkt og udgav den som statistiske meddelelser 1.1.9.

## Betydning
Det ligger i sagens natur, at landdistrikter kun har få indbyggere, få arbejdspladser og få udbydere af tjenesteydelser. Det synes derfor nærliggende at betragte landdistrikter som yderområder. Dette er en misforståelse. Landdistrikter må ses som led i en arbejdsdeling, idet sådanne områder fortrinsvis har været forbeholdt landbrug, skovbrug og råstofudvinding. Disse tre næringsveje har historisk haft stor betydning for landets økonomi, man kan blot tænke på korneksporten til Norge og Storbritannien under kornhandelstiden og eksporten af landbrugsvarer som smør, æg og kød til Storbritannien i det 20. århundrede helt frem til Danmarks indtræden i EF i 1973, der dels udgjorde en direkte udførsel af landdistrikternes produktion, dels hang sammen med landdistrikternes rolle som råvareleverandører til fødevareforædlingsindustrien. Nævnes må, at der under urbaniseringen i Danmark fra midten af 1800-tallet skete en fremvækst af helt nye byer i landdistrikterne dels ved veje (vejbyer), dels ved jernbanestationer (stationsbyer). I dette forløb spillede landbrug en vigtig rolle både som leverandør til byernes mejerier, slagterier m.m. og som købere af varer og tjenesteydelser. Trods urbaniseringen var der frem til 1930 (hvor antallet af indbyggere tilknyttet landbrug nåede sit højdepunkt med over 1 million) en absolut fremgang i antallet af de bosatte i landdistrikterne, hvilket blandt andet skyldtes husmandslovene, og helt frem til midten af det 20. århundrede spillede landbruget en større rolle for eksporten end industrien.
Bevarelsen af landdistrikter har således igennem både det 19. og 20. århundrede været en politisk målsætning, dels af hensyn til landbruget og råstofudnyttelse, dels af hensyn til friluftsliv og af naturfredningshensyn.

## Juridiske forhold
Når i tiden forud for kommunalreformen 1970 et til en købstadskirke hørende sogn strakte sig ud over købstadens grænser, udgjorde den på landet liggende del af sognet en særskilt kommunal enhed, kaldet et købstadslanddistrikt, i henhold til lov af 6. juli 1867 §§ 1 og 3, lov af 26. maj 1868 § 15, idet området i visse henseender var knyttet til købstadkommunen, men i øvrigt havde en selvstændig, af amtsrådet fastlagt organisation.
I henhold til bestemmelsen i reglement af 5. juli 1803 § 1 skulle landdistriktet have fattigvæsen fælles med købstaden, og det samme gjaldt de andre grene af den sociale forsorg så som aldersrente (folkepension) og understøttelse af den kommunale hjælpekasse og til børn af enker. Ligeledes ville også skolevæsenet være et fælles anliggende, og med hensyn til førelse af folketingsvalglister var det udtrykkelig bestemt, at landdistriktet skulle henregnes til købstaden.
Derimod var distrikterne selvstændige kommuner med hensyn til forvaltningen af veje og selvstændige skatteligningsdistrikter, og som regel var de også ligestillede med sognekommunerne med hensyn til valg af hegnssyns- og vandsynsmænd, men de kunne dog i denne henseende af amtsrådet indordnes under en af de mest fordelagtigt beliggende sognekommuner; dette var således altid tilfældet med hensyn til valg af jordboniteringsmænd. Landdistriktets særlige forhold blev som regel styret af et distriktsråd, der skulle vælges efter de samme regler som til de øvrige kommunalbestyrelser. I de sager, som angik forsørgelses- og skolevæsen, skulle på lignende måde et medlem udpeget for for landdistriktet indtræde i købstadens byråd. Byrådet fastsatte sammen med amtsrådet for 3 år ad gangen i hvilket omfang, landdistriktet skulle bidrage til de fælles udgifter; i tilfælde af uenighed blev denne forpligtigelses omfang endelig fastlagt af indenrigsministeren.
Hvis landdistriktet ønskede at blive udskilt fra købstaden som en selvstændig sognekommune, kunne dette bevilges af indenrigsministeren efter, at amtsrådet og byrådet var blevet hørt som deres syn på spørgsmålet, hvis det på grund af landdistriktets størrelse, indbyggertal eller andre forhold måtte anses for hensigtsmæssigt. Ligeledes kunne landdistrikter helt eller delvist blive indlemmet i købstaden, når betingelserne ifølge lov nr. 379 af 28. juni 1920 var til stede.